# سارة داير
سارة داير (بالإنجليزية: Sarah Dyer)‏ هي كاتبة سيناريو ورسامة كارتون أمريكية، ولدت في 18 أكتوبر 1978 في لويزيانا في الولايات المتحدة.

## وصلات خارجية
- الموقع الرسمي
- سارة داير على موقع IMDb (الإنجليزية)
- سارة داير على موقع قاعدة بيانات الفيلم (الإنجليزية)